# Liste von Persönlichkeiten der Stadt Reval
Dies ist eine Liste von Persönlichkeiten, die mit der Stadt Reval in Verbindung stehen.
- Theoderich von Estland († 15. Juni 1219 im Lager bei Reval), Zisterzienser, Bischof von Estland, Gründer des Schwertbrüderordens
- Hugo Henricus von Zierenberg († 17. September 1319 in Reval), Kaufmann und Ordensritter, vom Kaiser als Bürgermeister eingesetzt
- Didericus Zierenberg († 6. Dezember 1345 in Reval), dessen Sohn, Bürgermeister
- Johann Lüneburg (* in Lübeck; † 2. April 1373 in Reval), Lübecker Ratsherr
- Johann Stolterfoht, (* um 1495 in Reval; † 29. September 1548 ebenda), Lübecker Ratsherr
- Klaus Kursell († 1570 in Reval), schwedischer Militär
- Andreas Virginius (* 9. November 1596 in Schwessin; † 20. Dezember 1664 in Reval), lutherischer Theologe
- Fabian von Aderkas (* vor 1605; † 1683 in Reval), schwedischer Generalmajor
- Johannes Küster von Rosenberg (* ca. 1615 in Gadebusch; † 22. Februar 1685 in Reval), deutscher Mediziner
- Maria Sofia De la Gardie (geboren 1627 in Reval; gestorben 22. August 1694 in Stockholm)
- Lebrecht von dem Bussche (* 15. Oktober 1666 in Haddenhausen; † 10. April 1715 in Reval), russischer Generalmajor und Gouverneur von Riga
- Peter August (Schleswig-Holstein-Sonderburg-Beck) (* 7. Dezember 1697 in Königsberg; † 22. März 1775 in Reval), Herzog und Generalfeldmarschall
- Joachim von Sievers (* 6. April 1719 in Moskau; † 29. Dezember 1778 in Reval), russischer General und Vizegouverneur von Estland
- Johann Michael von Benckendorff (* 30. März 1720; † 18. November 1775), Generalleutnant
- Peter Heinrich d.Ä. Blanckenhagen (* 3. Oktober 1723 in Reval; † 7. Januar 1794 in Riga), baltischer Kaufmann
- Ernst August Wilhelm Hoerschelmann (* 19. April 1743 in Großrudestedt; † 28. Oktober 1795 in Reval), lutherischer Theologe, Pädagoge und Philosoph
- Elisabeth Mara (* 23. Februar 1749 in Kassel; † 20. Januar 1833 in Reval), Opernsängerin
- Friedrich Eberhard Rambach (* 14. Juli 1767 in Quedlinburg; † 30. Juni 1826 in Reval), deutscher Philologe, Pädagoge und Schriftsteller
- Karl von Kügelgen (* 6. Februar 1772, Bacharach am Rhein; † 9. Januar 1832 in Reval), Landschafts- und Historienmaler, russischer Hof- und Kabinettmaler
- Sophie Tieck (* 28. Februar 1775 in Berlin; † 1. Oktober 1833 in Reval), deutsche Dichterin und Schriftstellerin
- Alexander von Benckendorff (* 4. Juli 1781;  † 23. September 1844), General
- Ferdinand von Tiesenhausen (* 1782; † 1805), baltisch-russischer Flügeladjutant
- Heinrich Carl Ludwig von Löwenstern (* 5. Dezember 1783 in Kuikatz; † 1. Juni 1843 in Reval), Vizegouverneur
- Paul Friedrich von Benckendorff (* Dezember 1784 Gattschina; † Dezember 1841 in Reval), schwedisch-baltischer Landespolitiker
- Paul Ludwig Schilling von Cannstatt (1786–1837), Orientalist, Druckpionier und Pionier der Telegrafie
- Otto Magnus von Grünewaldt (* 26. Juni 1801 in Koik; † 6. Oktober 1890 in Reval), estnischer Politiker und Landwirt
- Paul Demetrius von Kotzebue (* 22. August 1801 in Berlin; † 2. Mai 1884 in Reval), russischer General
- Magnus Graf Stenbock (1804–1836), Genremaler der Düsseldorfer Schule
- Karl Friedrich Wilhelm Rußwurm (* November 1812 in Ratzeburg; † Februar 1883 in Reval), Pädagoge, Ethnologe und Historiker
- Wilhelm von Kotzebue (* 19. März 1813 in Reval; † 5. November 1887 ebenda), Diplomat und Schriftsteller
- Peter Helmling (* 9. September 1817 in Erbach (Heppenheim); † 11. April 1901 in Reval), Mathematiker
- Arthur Girard de Soucanton (* 19. März 1813 in Reval; † 20. Oktober 1884 in Reval), Unternehmer und Politiker
- Karl von Paucker (* Dezember 1820 † August 1883 in Reval), Klassischer Philologe
- Gotthard von Hansen (* 10. August 1821 in Reval; † 28. August 1900 ebendort), Stadtarchivar von Reval
- Heinrich Stiehl (* 5. August 1829 in Lübeck; † 1. Mai 1886 in Reval), deutscher Komponist, Organist und Dirigent
- Theodor Albert Sprengel (* 30. September 1832 in Wollershausen, Königreich Hannover; † 4. Juli 1900 in Reval), deutsch-baltischer Maler der Düsseldorfer Schule, Kunstlehrer und Schriftsteller
- Eugen Edmund Erbe (* 5. November 1847 in Reval; † 22. Januar 1908 ebenda), Bürgermeister von Reval
- Julius von Paucker († November 1856 in Reval), deutsch-estnischer Rechtswissenschaftler und Historiker
- Nikolai Ottowitsch von Essen (* Dezember 1860 Sankt Petersburg; † Mai 1915 in Reval), russischer Admiral
- Andreas von Antropoff (* 16. August 1878 in Reval; † 2. Juni 1956 in Bonn), deutscher Chemiker
- William Meyer (* 28. Juni 1883 in Reval; † 12. September 1932), Lehrer, Historiker und Bibliothekar
- Artur Lemba (* 24. September 1885 in Reval; † 21. November 1963 in Tallinn), estnischer Komponist
- Werner Meyer (* 15. Juli 1886 in Reval; † 1959 in Potsdam), Gymnasiallehrer, Ministerialrat und Hochschullehrer
- Gunter Wechterstein (* 31. Oktoberjul. / 13. November 1910greg. in Reval; † 28. Juni 1997 in Minden), deutschbaltischer Landschafts- und Porträtmaler